# 光輝歲月 (專輯)
《光輝歲月》是香港搖滾樂隊Beyond在台灣於1991年4月寶麗金唱片發行第二张國語专辑。主打歌為與專輯同名的《光輝歲月》。
同年5月11日在台灣 SoGo 百货文化会馆舉辦《光輝歲月演唱會》。
主打歌《光輝歲月》的粵語版是一首赞美南非的非洲人國民大會主席纳尔逊·曼德拉的歌曲，以歌颂他在南非種族隔離時期為黑人所付出的努力，當時曼德拉在監禁28年後剛被釋放，光輝歲月表達他的一生。在國語版裡面，這首《光輝歲月》是為激勵年輕人努力拼搏而作，而當中的種族議題被淡化。

## 曲目
| 曲序 | 曲目                 |               | 作曲   | 备注                       |
| ---- | -------------------- | ------------- | ------ | -------------------------- |
| 1.   | 光輝歲月             | 周治平/何啟弘 | 黃家駒 | 粵語版為《光輝歲月》       |
| 2.   | 午夜怨曲             | 劉卓輝        | 黃家駒 | 粵語版為《午夜怨曲》       |
| 3.   | 撒旦的咀咒           | 何惠晶        | 黃貫中 | 粵語版為《撒旦的詛咒》     |
| 4.   | 請你讓我來決定我的路 | 小美          | 黃家駒 | 粵語版為《逝去日子》       |
| 5.   | 射手座咒語           | 鄭淑妃        | 黃家駒 | 粵語版為《亞拉伯跳舞女郎》 |
| 6.   | 歲月無聲             | 劉卓輝        | 黃家駒 | 粵語版為《歲月無聲》       |
| 7.   | 曾經擁有             | 林楚麒        | 黃家駒 | 粵語版為《曾是擁有》       |
| 8.   | 懷念你，忘記你       | 黃貫中        | 黃貫中 | 粵語版為《懷念你》         |
| 9.   | 心中的太陽           | 黃家強        | 黃家駒 | 粵語版為《又是黃昏》       |
| 10.  | 兩顆心               | 何惠晶        | 黃家強 | 粵語版為《兩顆心》         |